# مدلین مک‌گرا
مدلین گریس مک‌گرا (به انگلیسی: Madeleine Grace McGraw) بازیگر آمریکایی است. او بیشتر برای بازی در نقش گوئن در فیلم ترسناک تلفن سیاه (۲۰۲۱) شناخته شده است.

## حرفه
پس از چندین نقش صداپیشگی برای استودیوهای پیکسار و مارول، مک‌گرا در تلفن سیاه اثر اسکات دریکسون از یونیورسال پیکچرز در نقش گوئن انتخاب شد.

## زندگی شخصی
او خواهر بزرگتر بازیگر وایولت مک‌گرا است.

## فیلم‌شناسی

### فیلم
| سال  | عنوان                   | نقش        | یادداشت            |
| ---- | ----------------------- | ---------- | ------------------ |
| ۲۰۱۴ | تک‌تیرانداز آمریکایی     | مک‌کنا      | نخستین نقش سینمایی |
| ۲۰۱۷ | ماشین‌ها ۳               | مدی مک گیر | صداپیشه            |
| ۲۰۱۸ | مرد مورچه‌ای و زنبورک    | هوپ جوان   |                    |
| ۲۰۱۹ | داستان اسباب‌بازی ۴      | بانی       | صداپیشه            |
| ۲۰۱۹ | اثر ماندلا              | سام        |                    |
| ۲۰۲۲ | میچل‌ها در برابر ماشین‌ها | کتی جوان   | صداپیشه            |
| ۲۰۲۲ | تلفن سیاه               | گوئن       |                    |
| ۲۰۲۵ | تلفن سیاه ۲             | گوئن       |                    |
| ن/م  | ارتش کاپیتان سونامی     | اِما        | پس‌تولید            |

### تلویزیون
| سال     | عنوان                | نقش         | یادداشت  |
| ------- | -------------------- | ----------- | -------- |
| ۲۰۱۴    | استخوان‌ها            | مولی بلیک   | ۱ قسمت   |
| ۲۰۱۴    | سلفی                 | دختر کوچولو | ۱ قسمت   |
| ۲۰۱۶    | کلارنس               | ریتا        | ۳ قسمت   |
| ۲۰۱۶–۱۷ | رانده‌شده             | امبر بارنز  | ۱۴ قسمت  |
| ۲۰۱۸    | خیال                 | برین        | ۳ قسمت   |
| ۲۰۱۸    | ذهن‌های جنایتکار      | نائومی شاو  | ۱ قسمت   |
| ۲۰۲۱–۲۲ | اسرار سولفور اسپرینگ | زویی کمبل   | نقش اصلی |
| ۲۰۲۳    | چه می‌شود اگر...؟     | هوپ ون داین | صداپیشه  |

## جوایز و نامزدی‌ها
| سال  | جایزه       | رده                           | اثر       | نتیجه    | منبع  |
| ---- | ----------- | ----------------------------- | --------- | -------- | ----- |
| ۲۰۲۲ | جوایز ساترن | بهترین بازیگر جوان در یک فیلم | تلفن سیاه | نامزدشده | [ ۴ ] |